# The Corrs Unplugged
The Corrs Unplugged er et livealbum af det irske folkrockband The Corrs, som blev udgivet i 1999. Albummet er en del af MTV's Unplugged-serie. Det blev udgivet internationalt, men i en kort periode, var det ikke tilgængeligt i USA før senere. Sangen "No Frontiers" blev sunget af Sharon og Caroline med Jim, der spillede klaver. Det er et cover af Mary Blacks sang, skrevet af Jimmy MacCarthy.
Numrene blev optaget den 5. oktober 1999 foran et publikum i Ardmore Studios, Co. Wicklow, Irland, og blev udgivet på CD, DVD, VCD and VHS. Rækkefølgen på sangene på CD-udgivelsen er anderledes end den rækkefølge, som de fremførte dem i, og to sange er ikke med på CD'en, men kun som bonustracks på nogle udgivelser. DVD'en og VHS'en har den originale rækkefølge og er stort set uredigerede men CD-udgaven har fjernet det meste snak imellem numrene..

## Spor

### CD
1. "Only When I Sleep" (The Corrs, Leiber, Peterson, Shanks) – 4:38
2. "What Can I Do?" (The Corrs) – 4:36
3. "Radio" (The Corrs) – 4:51
4. "Toss the Feathers" [Traditionel] – 3:14
5. "Runaway" (The Corrs) – 4:36
6. "Forgiven Not Forgotten" (The Corrs) – 5:22
7. "At Your Side" (The Corrs) – 4:33
8. "Little Wing" (Hendrix) – 4:41
9. "No Frontiers" (McCarthy) – 4:28
10. "Queen of Hollywood" (Ballard, The Corrs, Deviller, Hosein) – 4:44
11. "Old Town (This Boy Is Cracking Up)" (Bain, Lynott) – 3:09
12. "(Lough) Erin Shore" [Traditional] – 4:25
13. "So Young" (The Corrs) – 4:53
14. "Everybody Hurts" (Berry, Buck, Mills, Stipe) – 5:45
  - Bonus track – på tysk udgivelse
15. "At Your Side" [Remix Version] (The Corrs) – 4:22
  - Bonus track – på visse udgivelser
16. "Dreams" [Bonus Track] (Nicks) -

### DVD og VHS egentlig sætliste
1. "Only When I Sleep"
2. "What Can I Do"
3. "Radio"
4. "Toss The Feathers"
5. "Everybody Hurts"
6. "Dreams"
7. "Runaway"
8. "Forgiven Not Forgotten"
9. "At Your Side"
10. "Little Wing"
11. "No Frontiers"
12. "Queen Of Hollywood"
13. "Old Town (This Boy Is Cracking Up)"
14. "(Lough) Erin Shore"
15. "So Young"

## Personel

### The Corrs
- Andrea Corr – Forsanger, tinwhistle
- Caroline Corr – Trommer, bodhrán, klaver, vokal
- Jim Corr – guitar, keyboard, klaver, vokal
- Sharon Corr – violin, vokal

### Featuring
- Anthony Drennan – guitar, dobro
- Keith Duffy – bass
- The Irish Film Orchestra – Yderligere instrumneter

## Hitlister
| Hitliste                      | Højeste placering |
| ----------------------------- | ----------------- |
| Australian Albums Chart       | 14                |
| Austrian Albums Chart         | 1                 |
| Belgium Flemish Albums Chart  | 2                 |
| Belgium Wallonie Albums Chart | 3                 |
| French Albums Chart           | 5                 |
| German Albums Chart           | 6                 |
| Netherlands Albums Chart      | 3                 |
| New Zealand Albums Chart      | 17                |
| Norwegian Albums Chart        | 4                 |
| Swedish Albums Chart          | 30                |
| Swiss Albums Charts           | 3                 |
| UK Albums Chart               | 7                 |